# Donald Harper
Pour les articles homonymes, voir Harper.
Donald de Wayne Harper, né le 4 juin 1932 à Redwood City (Californie) et mort le 30 novembre 2017,, est un plongeur américain des années 1950.

## Carrière
Donald Harper est médaillé d'argent aux Jeux olympiques d'été de 1956 se tenant à Melbourne dans l'épreuve du tremplin 3 mètres.